# Vicia faba
Vicia faba popularmente chamada de fava, fava-comum, feijão-fava, fava silvestre ou ainda fava-italiana é uma Fabaceae pouco cultivada no Brasil mas de grande importância na Europa, nomeadamente em Portugal, Grécia, Espanha e Itália. Compreende como subespécie a Vicia faba equina popularmente chamada de fava-cavalinha ou fava-da-holanda.
Sinonímia botânica:
- Phaseolus bipuncactus Jacq.
- P. compressus Zool. et Moritzi
- P. latissiliquus Macfad.
- P. pallar Molina
- P. portoricensis Bertol.
- P. puberulus H.B.K.
- P. saccharatus Macfad.
- P. tunkinensis Lour.
- P. xuarezzi Zucc.

## Cultivo
É uma planta exigente não tolerando solos de acidez elevada e altas temperaturas.